# 御道駅
御道駅（ごどうえき）は、中華人民共和国浙江省杭州市上城区彭埠街道銭江路と御道路の交差点に位置する杭州地下鉄9号線と19号線の駅。
当駅は杭州地下鉄では初となる高架・地下連絡乗換駅であり、これは浙江省内において寧波軌道交通の三官堂駅に次いで2例目の採用となっている。

## 歴史
- 2022年
  - 4月1日：9号線の駅として開業[1]。
  - 9月22日：19号線の駅が開業し、乗換駅となる[2]。

## 駅名の由来
「御道」という名は、清の乾隆帝が南巡をした際、この地を通る小道を経て銭塘江岸へ向かったという伝承に由来する:102。

## 駅構造
9号線は島式ホーム1面2線の地下駅である。台形の構造となっており、三堡駅側の幅員が広く、五堡駅側では幅が狭くなっている。
19号線は相対式ホーム2面2線の高架駅である。当駅は新彭埠大橋との複合構造で、1階がコンコース、2階がホーム、3階が道路橋という階層構成となっている。

### のりば
案内上ののりば番号は設定されていない。
| 路線                   | 方向 | 行先                                   |
| ---------------------- | ---- | -------------------------------------- |
| 9号線ホーム（地下2階） |      |                                        |
| ■ 9号線                | 下り | 観音塘方面                             |
| ■ 9号線                | 上り | 客運中心・臨平南高鉄站・竜安方面       |
| 19号線ホーム（2階）    |      |                                        |
| ■ 19号線               | 下り | 火車東站（東広場）・火車西站・苕渓方面 |
| ■ 19号線               | 上り | 蕭山国際機場・永盛路方面               |

（出典：杭州地下鉄：站内空间示意图）

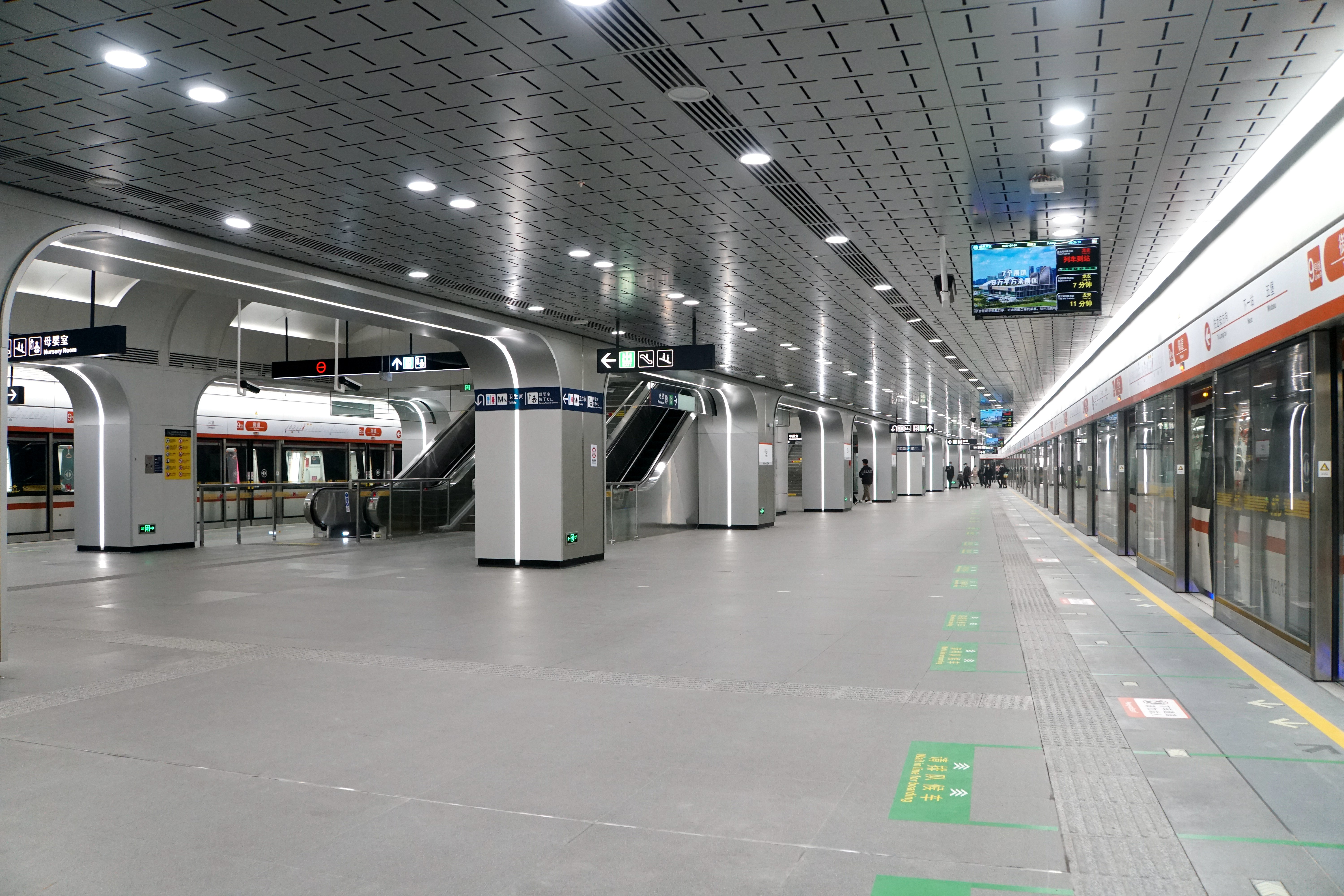
9号線ホーム（2022年4月）
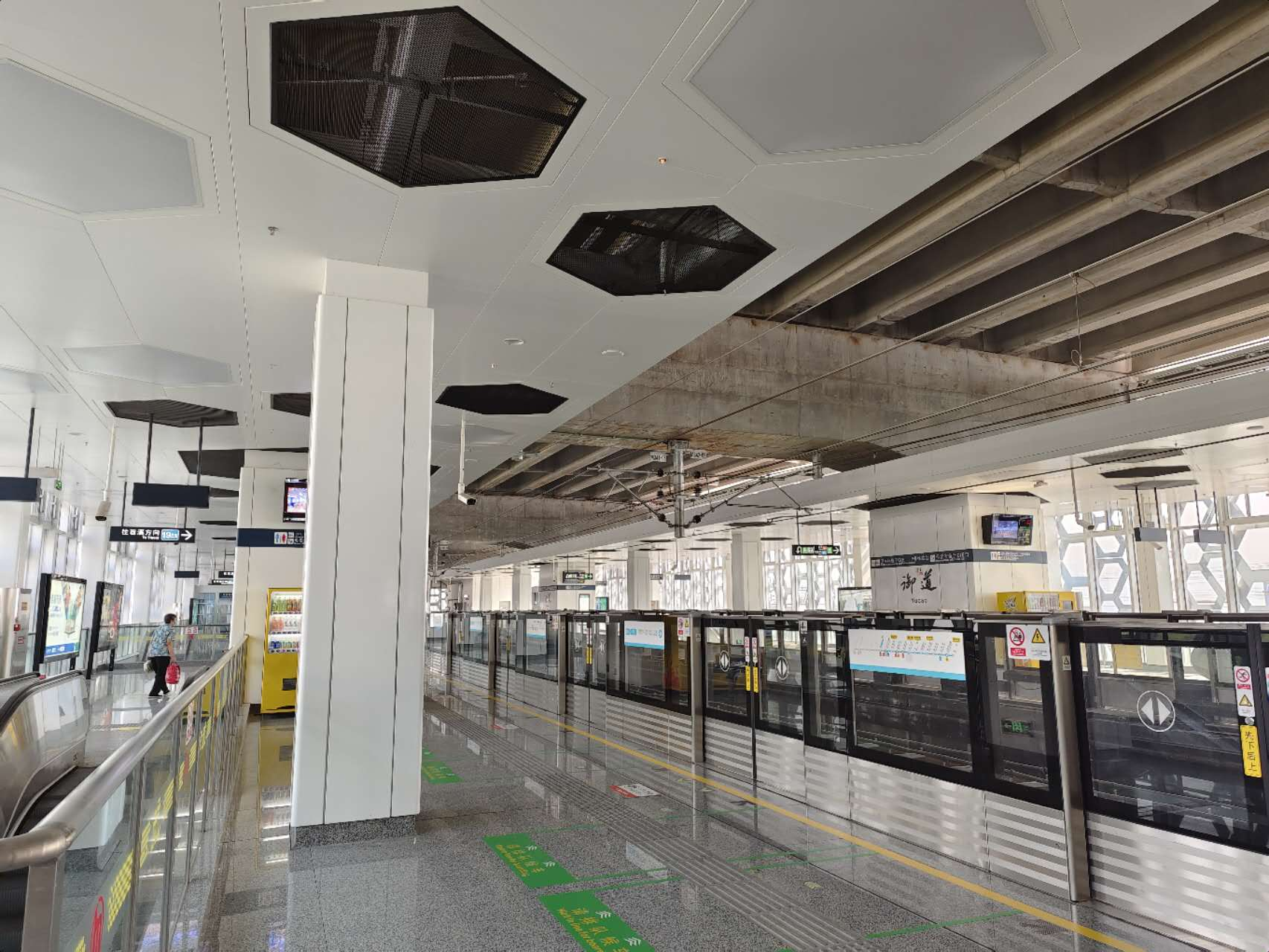
19号線苕渓方面ホーム
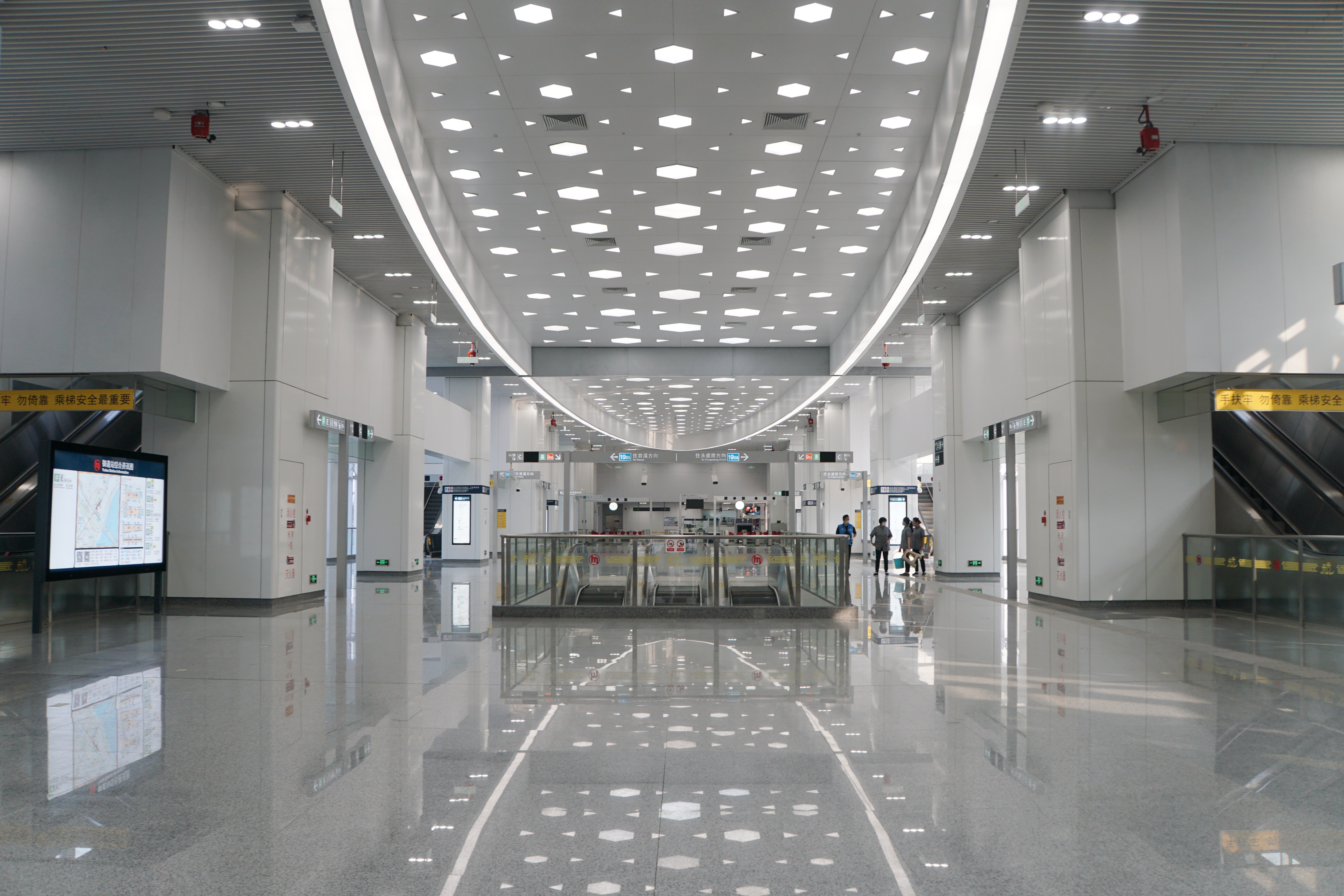
19号線コンコース
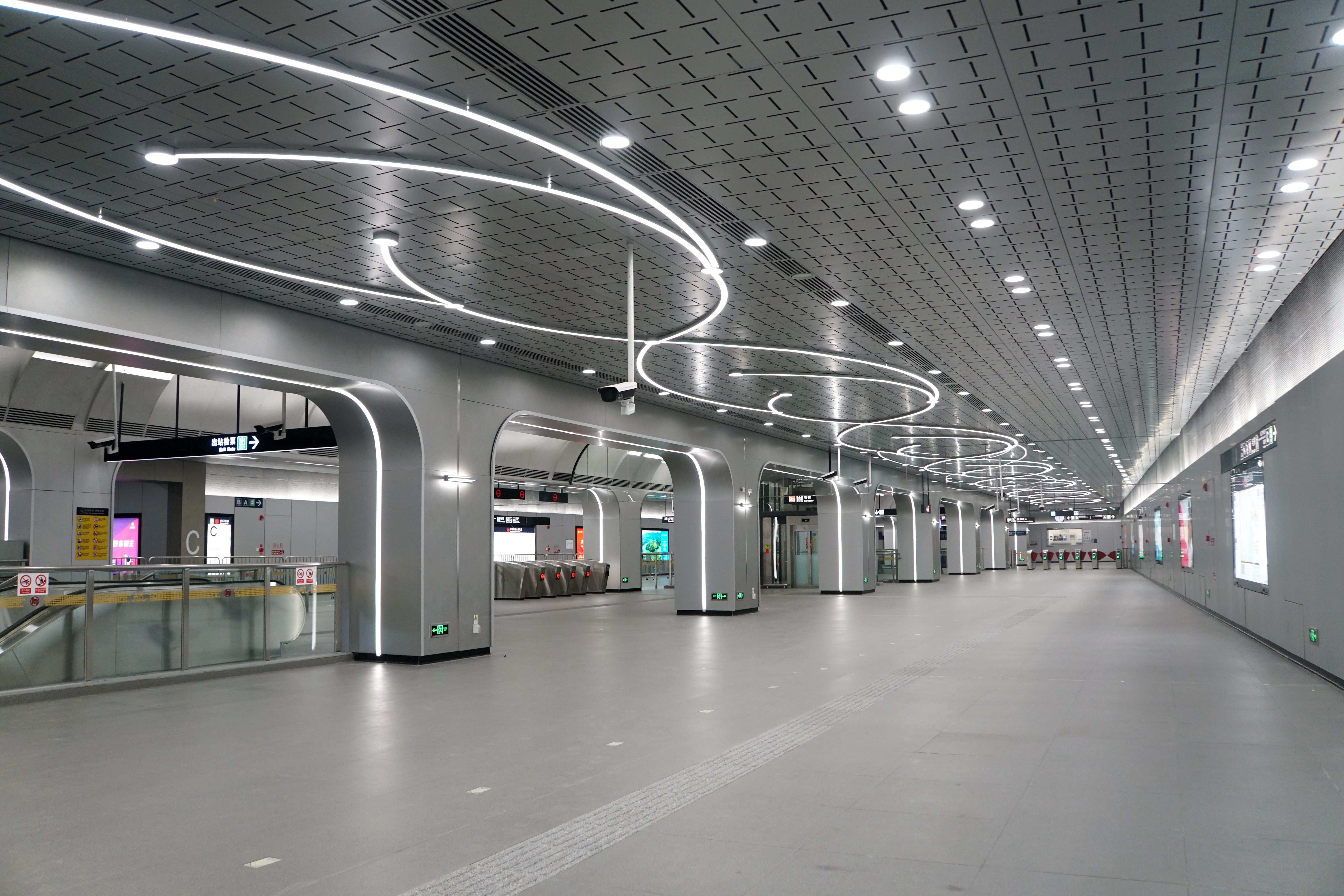
9号線コンコース（2022年4月）

## 駅周辺
- 御道家園

## 隣の駅
杭州地下鉄
■ 9号線
三堡駅  - 御道駅 - 五堡駅
■ 19号線
火車東站（東広場）駅 - 御道駅 - 平瀾路駅